# Скаржинський Йосип Петрович
Скаржинський Йосип Петрович (19 (6).8.1857 — 20 (7).9.1939) — діяч сільського господарства, один з засновників «Новоросійського товариства заохочення конезаводства», землевласник Мигії, син Петра Скаржинського.
Дійсний статський радник, камергер, перебував у Міністерстві шляхів сполучень, кавалер орденів: Почесного Легіону офіцерського хреста, Золотої Зірки ІІІ ст.
Дружина — Ольга Костянтинівна Попудова, померла після пологів. Вона була дочкою одеського купця Попудова. На її честь Йосип Петрович Скаржинський заснував у Трикратах Ольгінсько-Скаржинську сільськогосподарську школу, яка була відкрита 27 жовтня 1890 р. За кошти мецената збудували кам'яний головний корпус із двома крилами — флігелями і підвальним приміщенням. У головній частині корпусу були розміщені: учительська, три навчальні кабінети, перші класи, спальні, вбиральні, їдальня, бібліотека і гардеробна. На другому поверсі знаходилися квартири фельдшера та економа, аптека, ізолятор, учнівська бібліотека. Опалення корпусу відбувалось за допомогою печей, освітлення здійснювалось гасовими лампами, а з жовтня 1914 р. воно стало електричним. Також були зведені двоповерховий житловий будинок і декілька виробничих приміщень. Крім того, Йосип Петрович Скаржинський виділив для школи 109 га польової та садибної землі і необхідну кількість тяглової сили, реманент та худобу.
До 1895 р. школа існувала на кошти Йосипа Петровича Скаржинського. Потім він подарував її скарбниці і навчальний заклад перейшов у розпорядження Головного управління землеустрою та землеробства, в результаті чого було вироблено і затверджено «Положення про штат Ольгинської вищої сільськогосподарської школи першого розряду». Йосип Петрович Скаржинський залишався опікуном школи до 1907 р. і самостійно розв'язував всі питання, пов'язані з діяльністю закладу.